# راسل هورنسبي
راسل هورنسبي (بالإنجليزية: Russell Hornsby)‏ مواليد 15 مايو 1974 في أوكلاند، الولايات المتحدة، هو ممثل أمريكي بدأ مسيرته الفنية سنة 1998. فاز بجائزة دراما ديسك.

## الأعمال
- قابل الوالدين
- غيرلفريندز
- كاذب كبير جدا
- غريز أناتومي
- القانون والنظام: الوحدة الخاصة للضحايا
- آرمي أوف تو
- ذا غود وايف
- سوتس
- أسوار

## روابط خارجية
- راسل هورنسبي على موقع IMDb (الإنجليزية)
- راسل هورنسبي على موقع روتن توميتوز (الإنجليزية)
- راسل هورنسبي على موقع ألو سيني (الفرنسية)
- راسل هورنسبي على موقع أول موفي (الإنجليزية)
- راسل هورنسبي على موقع قاعدة بيانات برودواي على الإنترنت (الإنجليزية)
- راسل هورنسبي على موقع قاعدة بيانات الأفلام السويدية (السويدية)
- راسل هورنسبي على موقع قاعدة بيانات الفيلم (الإنجليزية)
- راسل هورنسبي على موقع كينوبويسك (الروسية)